# حنا اسلوپووا
حنا اسلوپووا (انگلیسی: Hana Sloupová؛ زادهٔ ۲۵ نوامبر ۱۹۹۱) بازیکن فوتبال اهل جمهوری چک است.

وی همچنین در تیم ملی فوتبال زنان جمهوری چک بازی کرده‌است.